# Oosterhesselengroep
De Oorsterhesselengroep was een groep binnen de Pacifistisch Socialistische Partij (PSP). De groep stond sterkere samenwerking voor tussen de PSP en de Democraten 66, de Politieke Partij Radikalen en de Partij van de Arbeid. In 1975 verlieten deze progressieve samenwerkers de partij om zich aan te sluiten bij de PvdA.

## Noot
1. ↑  WBS PSP (1982) Ontwapenend. De Geschiedenis van 25 jaar PSP, p. 192-199.